# La torre de tratamiento
La torre del tratamiento es una novela de Kenzaburō Ōe en su etapa de ambientalista. Esta novela es un retrato a la vida en decadencia y al poco respeto que se tiene sobre el medio en el que se vive. La torre del tratamiento es una de las escasas novelas cortas del premio Nobel japonés en las cuales predomina la ficción como principal fuente de movimiento. Escrita como muchas de sus posteriores novelas, con un estilo ¨cruel¨y remanente. Esta obra no fue traducida a otro idioma.
- Datos: Q4080241